# Melogale moschata
Melogale moschata är ett rovdjur i släktet solgrävlingar som förekommer i Sydostasien.

## Utseende
Kroppsbyggnaden liknar ungefär arten Melogale personata som huvudsakligen lever längre söderut. Kroppslängden (huvud och bål) är 30 till 40 cm och svansen är med 10 till 15 cm längd tydlig kortare än övriga kroppen. Vikten varierar mellan 0,8 och 1,6 kg. Liksom andra solgrävlingar har arten en smal kropp och en långsträckt nos. Pälsfärg varierar mellan grå, brun och svart. I ansiktet finns mörka och vita mönster som är olika för olika individer. Den vita linjen på djurets nacke är smalare och kortare än hos Melogale personata. Den ganska yviga svansen har en ljusbrun färg med vit spets. Vid fötterna finns väl utvecklade klor och honor har två par spenar.

## Utbredning och habitat
Denna solgrävling förekommer i sydöstra Kina och i angränsande regioner av Indien, Laos, Myanmar och Vietnam. Arten hittas även på några öar i samma region som Hainan och Taiwan. Avgränsningen till utbredningsområdet för Melogale personata är otydlig. Djuret hittades i skogar, på gräsmarker och i odlade regioner men det är allmänt outredd vilket habitat som föredras.

## Ekologi
Rovdjuret är främst aktiv mellan skymningen och gryningen. Den vilar i underjordiska bon som vanligen övertas från andra djur. Födan utgörs huvudsakligen av maskar och dessutom äter arten insekter, små ryggradsdjur (grodor, små fåglar och däggdjur), ägg och några frukter. Utanför parningstiden lever varje individ ensam. De vistas främst på marken men kan klättra i växtligheten. Enligt en studie från Kina är reviret i genomsnitt 11 hektar stort. Parningen sker huvudsakligen i mars och efter 60 till 80 dagars dräktighet föds ungarna i maj. Per kull föds upp till fyra ungar som i början är blinda men inte nakna.

## Status
Denna solgrävling jagas i viss mån för pälsens och några kroppsdelars skull som används i den traditionella kinesiska medicinen. Hotet är inte allvarlig och arten listas av IUCN som livskraftig (LC).